# そのご縁、お届けします-メルカリであったほんとの話-
『そのご縁、お届けします-メルカリであったほんとの話-』(そのごえん、おとどけします-メルカリであったほんとのはなし) は、2020年11月から毎日放送の深夜ドラマ枠「ドラマイズム」の作品として、同局制作によりTBSテレビをはじめとする同系列の一部において放送されたテレビドラマである。主演は、飯豊まりえ。

## キャスト
黒江陸〈24〉
演 - 飯豊まりえ
三田史郎〈53〉
演 - 塚地武雅 (ドランクドラゴン)

### ゲスト
第1話
- 宮下寛〈35〉 - 浅香航大
- 瀬尾孝之〈17〉 - 板垣瑞生
- 菱田涼〈23〉 - 坪根悠仁

第2話
- 水川響子〈33〉 - 徳永えり
- 水川篤史〈35〉 - 前野朋哉
- 上木友梨〈33〉 - 中村静香
- 村田雄二〈35〉 - 濱正悟

第3話
- 岡崎麻帆〈24〉 - 松本穂香
- 椿竜也〈25〉 - 鈴木仁
- 倉田佳苗〈325〉 - 松本妃代

第4話
- 浜野奈美恵〈39〉 - ともさかりえ
- 松本亮二〈70〉 - 浅野和之
- 浜野泰司〈41〉 - 宇野祥平
- 水沢佑美〈42〉 - 西尾まり
- 松本美千代〈68〉 - 丘みつ子

第5話
- 重岡優子〈28〉 - 高橋メアリージュン
- 重岡俊樹〈30〉 - 栁俊太郎
- 川村典子〈53〉 - 美保純
- 寺尾光江〈65〉 - ふせえり

最終話
- 黒江健司 - 波岡一喜
- 黒江幸恵 - 徳留歌織

## スタッフ
- 監督 - 片桐健滋
- 脚本 - 北川亜矢子
- オープニングテーマ - SOMETIME'S「Morning」
- エンディングテーマ - ゆりめり「つぎのて」(FIREBUG)
- 制作 - ザフール
- 製作 - 「そのご縁、お届けします」製作委員会、MBS

## 放送日程
| 話数   | 放送日   | サブタイトル   |
| ------ | -------- | -------------- |
| 第1話  | 11月04日 | バンドマン編   |
| 第2話  | 11月11日 | 夫婦編         |
| 第3話  | 11月18日 | ハンドメイド編 |
| 第4話  | 11月25日 | 隣人編         |
| 第5話  | 12月02日 | 親子編         |
| 最終話 | 12月09日 | 黒江陸編       |

## 放送局
| 放送期間                  | 放送時間                     | 放送局             | 対象地域   | 備考   |
| ------------------------- | ---------------------------- | ------------------ | ---------- | ------ |
| 2020年11月4日 - 12月9日   | 水曜 0:59 - 1:29（火曜深夜） | 毎日放送           | 近畿広域圏 | 製作局 |
|                           | 水曜 1:28 - 1:58（火曜深夜） | TBSテレビ          | 関東広域圏 |        |
| 2020年11月10日 - 12月15日 | 火曜 1:00 - 1:30（月曜深夜） | 北陸放送           | 石川県     |        |
| 2020年11月20日 - 12月20日 | 金曜 0:56 - 1:26（木曜深夜） | あいテレビ         | 愛媛県     |        |
| 2020年11月22日 - 12月22日 | 日曜 1:58 - 2:28（土曜深夜） | チューリップテレビ | 富山県     |        |
| 2020年11月25日 - 12月25日 | 水曜 0:55 - 1:25（火曜深夜） | テレビユー山形     | 山形県     |        |